# ماريون كلاوسون
ماريون كلاوسون (بالإنجليزية: Robert Marion Clawson)‏ هو اقتصادي أمريكي، ولد في 10 أغسطس 1905 في إلكو في الولايات المتحدة، وتوفي في 12 أبريل 1998 في واشنطن العاصمة في الولايات المتحدة.